# Länsväg 114
Länsväg 114 är en primär länsväg och går mellan Munka-Ljungby och Örkelljunga. Vägen är 22 km lång och passerar Rössjön. Den går i Skånes län.
Den ansluter till:
- Riksväg 13
- Riksväg 24

## Historia
Vägen fick nummer 63 när vägnummer infördes på 1940-talet, och 63:an gick hela vägen Ängelholm-Örkelljunga-Finja. Då gick väg 114 Växjö–Lenhovda–Högsby. Vid reformen 1962 blev vägen mellan Munka-Ljungby och Örkelljunga länsväg 114, och har varit det sedan dess. Vägen går längs precis samma sträckning 2012 som den gjorde på 1950-talet, ingen ny väg har byggts.